# Luiz Alberto
Luiz Alberto Leite Sousa (sinh ngày 2 tháng 11 năm 1982), thường gọi Luiz Alberto, là một cầu thủ bóng đá người Brasil thi đấu ở vị trí hậu vệ cho C.D. Trofense.

## Sự nghiệp câu lạc bộ
Tại mùa giải 2014–15, anh giúp Vila Nova de Famalicão giành quyền lên chơi tại Giải bóng đá hạng nhất quốc gia Bồ Đào Nha.

## Danh hiệu

### Câu lạc bộ
Famalicão
- Campeonato Nacional de Seniores: Á quân 2014–15